# آيت بوبيدمان (آيت بوبيدمان)
آيت بوبيدمان هي إحدى مشيخات المملكة المغربية، تتبع جغرافيا لإقليم الحاجب وإداريًا لآيت بوبيدمان. يقدر عدد سكانها بـ 12101 نسمة حسب الإحصاء الرسمي للسكان والسكنى لسنة 2004.